# The Getaway (album Red Hot Chili Peppers)
The Getaway – jedenasty album studyjny amerykańskiego rockowo-funkowego zespołu Red Hot Chili Peppers, został wydany nakładem Warner Bros. 17 czerwca 2016 roku.
Produkcją zajął się amerykański DJ i producent Danger Mouse, który zastąpił na tym stanowisku Ricka Rubina, związanego z zespołem od 1991 roku. Album promowany był przez 4 single, z czego pierwszy pod tytułem „Dark Necessities” został 25. singlem grupy znajdującym się w pierwszej dziesiątce na liście Billboard Alternative Songs, co jest rekordem (U2 posiada 23 takie piosenki).
W Polsce album uzyskał status platynowej płyty. 
Jest to drugi i jednocześnie ostatni album z udziałem ich dotychczasowego gitarzysty.

## Lista utworów
Wszystkie utwory zostały napisane przez Anthony'ego Kiedisa, Flea, Josha Klinghoffera oraz Chada Smitha.
| 01. | „The Getaway”             | 4:10  |
|     |                           |       |
| 02. | „Dark Necessities”        | 5:02  |
|     |                           |       |
| 03. | „We Turn Red”             | 3:20  |
|     |                           |       |
| 04. | „The Longest Wave”        | 3:32  |
|     |                           |       |
| 05. | „Goodbye Angels”          | 4:28  |
|     |                           |       |
| 06. | „Sick Love”               | 3:41  |
|     |                           |       |
| 07. | „Go Robot”                | 4:23  |
|     |                           |       |
| 08. | „Feasting on the Flowers” | 3:23  |
|     |                           |       |
| 09. | „Detroit”                 | 3:46  |
|     |                           |       |
| 10. | „This Ticonderoga”        | 3:35  |
|     |                           |       |
| 11. | „Encore”                  | 4:14  |
|     |                           |       |
| 12. | „The Hunter”              | 4:00  |
|     |                           |       |
| 13. | „Dreams of a Samurai”     | 6:09  |
|     |                           |       |
|     |                           | 53:43 |
|     |                           |       |

## Twórcy
Zespół Red Hot Chili Peppers w składzie
- Anthony Kiedis – wokal prowadzący
- Flea – gitara basowa (oprócz w "The Hunter"), fortepian, wokal wspierający
- Josh Klinghoffer – gitara, gitara basowa (w "The Hunter"), wokal wspierający
- Chad Smith – perkusja, instrumenty perkusyjne

Inni
- Danger Mouse – produkcja
- Nigel Godrich – inżynier dźwięku